# Великий Петлевий тунель
Великий Петлевий тунель (рос. Большой Петлевой тоннель) — залізничний тунель Північно–Кавказької залізниці на лінії Армавір — Туапсе на ділянці Білоріченська — Туапсе між станціями Гойтх та Індик. 
На ухилі від Гойтхського перевалу до роз'їзду Індик траса виконана у вигляді спиралі (петлі), довжиною 3700 м та діаметром 940 м. Майже половину її довжини складають три Петльові залізничні тунелі:
- Великий Петлевий тунель — 1015 м;
- Середній Петлевий тунель — 356 м;
- Малий Петлевий тунель — 169 м.

Всі тунелі побудовані в 1913-1914 роках.

## Реконструкція
Реконструкція Петльових тунелів завершено в 2006 році. Переріз тунелю після реконструкції 68 м2. 